# Anosia strephon
Anosia strephon är en fjärilsart som beskrevs av Hans Fruhstorfer 1907. Anosia strephon ingår i släktet Anosia och familjen praktfjärilar. Inga underarter finns listade i Catalogue of Life.